# Лукашевич Платон Якимович
Плато́н Якимович Лукаше́вич (1809, Березань — 1887, Березань) — український етнограф і фольклорист, підтримував зв'язки з галицькими діячами.

## Життєпис
Рід Лукашевичів пана славився українським патріотизмом. Сам Платон Лукашевич пишався тим, що у його прадіда Якима Лукашевича гостював філософ Григорій Сковорода.
1821 року вступив до Ніжинської гімназії вищих наук. Був класним товаришем Миколи Гоголя. По закінченні Ніжинської гімназії навчався у Рішельєвському ліцеї в Одесі.
Після закінчення навчання здійснив поїздку до Праги, де зокрема познайомився із чеським фольклористом Ганкою. 1834 року вийшов у відставку й оселився у містечку Березань.
1836 року видав перший збірник пісень з усієї української території «Малороссийские и червонорусские народные думи и песни».
Надалі видав ряд філологічних праць, був поліглотом — знав 63 мови, з них досконало 18. На думку фахівців, ці роботи не мають наукового значення. Зі свідчень його сучасників, Лукашевич мав у цей час деякі ознаки психічного розладу.
Впродовж 1862—1865 років був маршалком дворянства Переяславського повіту.
Помер у Березані.

## Взаємини з Тарасом Шевченком
Знайомство Лукашевича з Тарасом Шевченком було обопільно корисним: через Лукашевича Шевченко ознайомився з галицьким літературним альманахом «Русалка Дністровая», де було вміщено твори Якова Головацького, Івана Вагилевича та Маркіяна Шашкевича. Платон Лукашевич хотів віддати Шевченкові деякі праці галицьких письменників, аби той допоміг у Санкт-Петербурзі провести їх через цензуру.
Проте дружба не склалася. Лукашевич розчарував Шевченка своїм деспотичним ставленням до власних кріпаків. Узимку, в заметіль, Лукашевич послав свого кріпака пішки в Яготин (відстань понад 30 км в один бік) до Шевченка з запискою й наказом повернутися з відповіддю того ж дня. А це 30 верст в один бік. Дізнавшись про такий наказ, Шевченко обурився та написав гострого листа Лукашевичу з повідомленням, що назавжди пориває з ним знайомство. У відповідь Лукашевич написав, що у нього «триста таких свинопасів, як Шевченко. Мовляв, втрати не буде…». За свідченнями біографів, Тарас Шевченко, розповідаючи під свіжим враженням цю історію Варварі Репніній, «ридав, як дитина».